# گمینا ماریانووو
گمینا ماریانووو (به لهستانی:  Gmina Marianowo) یک گمینا در لهستان است که در شهرستان ستارگارد واقع شده‌است. گمینا ماریانووو ۱۰۱٫۷۵ کیلومتر مربع مساحت و ۳٬۱۳۷ نفر جمعیت دارد.